# 鲍里斯·莫扎耶夫
鲍里斯·安德烈耶维奇·莫扎耶夫（俄语：Бори́с Андре́евич Можа́ев，1923年6月1日—1996年3月2日）是苏联作家、编剧。

## 生平
1923年，出生于梁赞省皮捷利诺村的农民家庭。
1940年，高尔基水运工程师学院学习。
1941年，服军役。
1948年，毕业于海军高等工程技术军官学校。
1949年，发表自己的第一篇文章。
1954年，发表自己的第一部短篇小说。
1955年，发表自己的第一部诗集。
1956年，在中央刊物首次发文。
1996年，去世。

## 作品
- 《海洋上得黎明》（1955年）
- 《土地在等待》（1961年）
- 《土地和手》（1964年）
- 《在土地上的实验》（1964年）
- 《庄稼汉和老娘们儿》（1976年年）
- 《要下雨了》（1980年）